# Нижнекачеевское сельское поселение
Нижнекачеевское се́льское поселе́ние — муниципальное образование в Алькеевском районе Татарстана Российской Федерации.
Административный центр — село Нижнее Качеево.

## География
Расположено в южной части района. Граничит с Чувашско-Бродским, Юхмачинским, Шибашинским, Чувашско-Бурнаевским сельскими поселениями.
Крупнейшие реки — Шия, Шиятоша.
По территории проходит автодорога 16К-0191 "Алексеевское – Базарные Матаки – Высокий Колок" (часть маршрута Казань – Самара).

## История
Статус и границы сельского поселения установлены Законом Республики Татарстан от 31 января 2005 года № 10-ЗРТ «Об установлении границ территорий и статусе муниципального образования "Алькеевский муниципальный район" и муниципальных образований в его составе».

## Население
| 2010 | 2011 | 2012 | 2013 | 2014 | 2015 | 2016 |
| ---- | ---- | ---- | ---- | ---- | ---- | ---- |
| 502  | ↘500 | ↗502 | ↗504 | ↘499 | ↗508 | ↘500 |
| 2017 | 2018 |      |      |      |      |      |
| ↗510 | ↘499 |      |      |      |      |      |

## Состав сельского поселения
| № | Населённый пункт | Тип населённого пункта       | Население (2010) |
| - | ---------------- | ---------------------------- | ---------------- |
| 1 | Верхнее Качеево  | деревня                      | 169              |
| 2 | Нижнее Качеево   | село, административный центр | 333              |